# Rezervația Azraq pentru Zonele Umede
Rezervația Azraq pentru Zonele Umede este o rezervație situată în orașul Azraq în deșertul estic al Iordaniei. O oază pentru păsările migratoare, rezervația a fost înființată în 1978 și acoperă 12 kilometri pătrați (4,6 mi2). Izvoarele naturale s-au uscat în 1992, iar majoritatea păsărilor migratoare s-au îndepărtat ulterior de zonă. Izvoarele artificiale se păstrează astăzi pentru a păstra sitului o destinatie turistică.

## Istoric
Zonele umede au fost create în urmă cu aproximativ 250.000 de ani. Cca urmare a faptului că a fost alimentat de acvifere care corespundeau cu schimbările geologice, Azraq a fost, din cele mai vechi timpuri, intersecția atât a rutelor comerciale umane, cât și a migrației păsărilor. Milioane de metri cubi de apă dulce au atras caravane de cămile purtând condimente și ierburi care călătoresc între Arabia, Mesopotamia și Siria. Milioane de păsări migratoare s-au oprit în Azraq între Africa și Europa. Cu toate acestea, în anii 1960, apa a început să fie pompată pentru a sprijini populația în plină expansiune a Ammanului. În 1978, Societatea Regală pentru Conservarea Naturii a înființat Azraq ca rezervație pentru zonele umede.  Până în 1992, însă, izvoarele s-au uscat, iar acviferele care au fost odată găzduite au încetat să se mai oprească în zonă. Toți bivolii de apă din Azraq au murit și multe păsări migratoare s-au dus în schimb la Marea Galileii.

## Azraq astăzi
Zonele umede Azraq au fost descrise ca fiind în starea de „colaps ecologic”. SRCN continuă să ducă o luptă ascendentă împotriva creșterii populației și a unei cereri tot mai mari de apă.Cele100.000.000 metru cubi (3,531466672×109 cu ft) de apă pe an furnizată de Ministerul Apelor din Iordania pentru a menține Azraq este suficientă doar pentru a restabili Azraq la 10% din dimensiunea sa inițială:  Astăzi, există mai mult de 500 de puțuri ilegale care încă pompează apă din Azraq. În doar 37 de ani, numărul păsărilor migrante a scăzut de la 347.000 la 2 februarie 1967, la 1200 de păsări la 2 februarie 2000. Azraq furnizează apă potabilă pentru un sfert din Amman..Cei 25 kilometri pătrați (9,7 mi2) odată acoperiți de zone umede s-au uscat acum. 

## Cazare
SRCN menține o pensiune Azraq la câțiva kilometri distanță de zonele umede care dispune de un magazin de cadouri, restaurant, 16 camere într-un spital militar britanic din anii 1940, și o zonă de recepție.

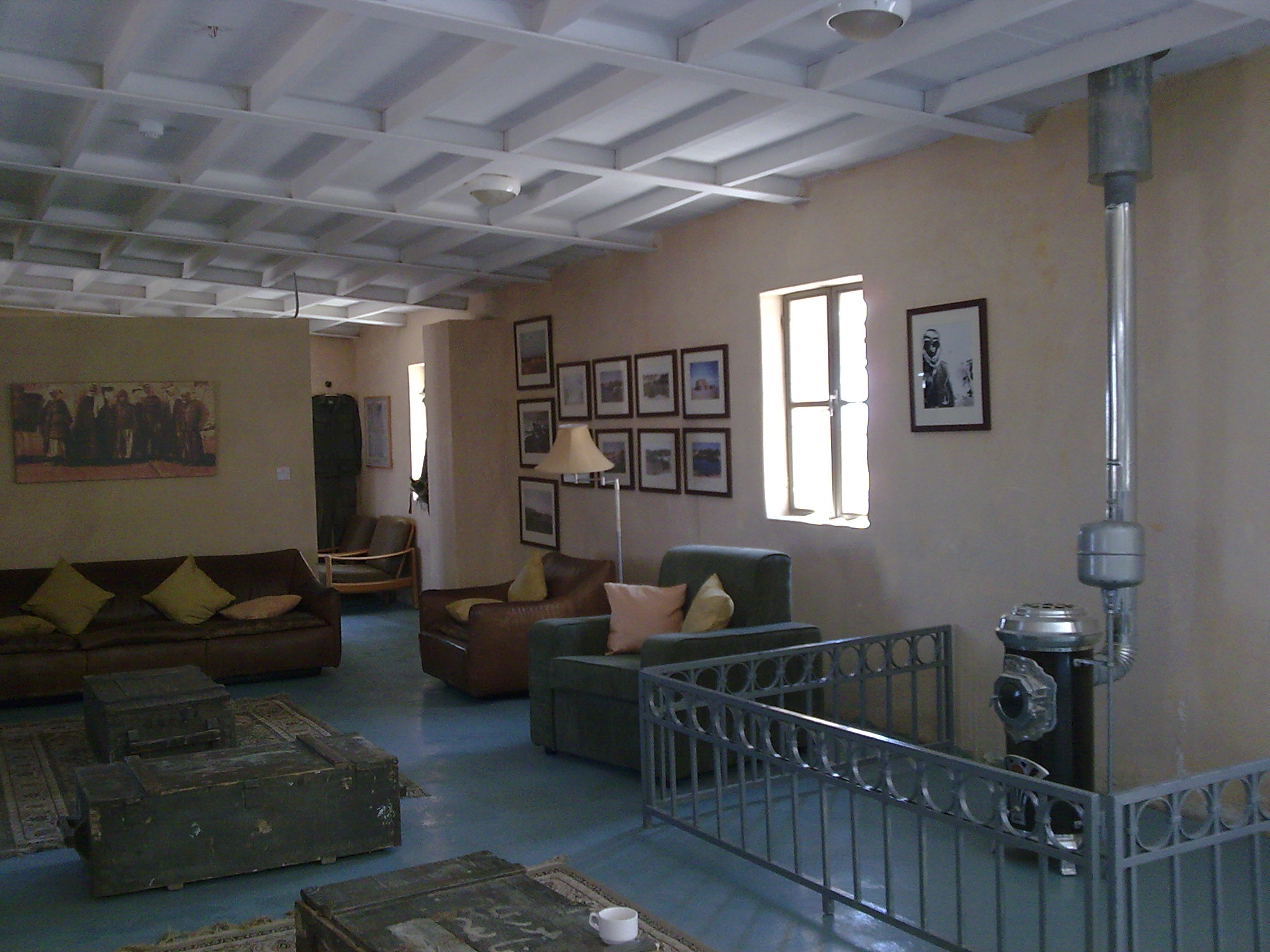
Zona de recepție de la Azraq.

## Trasee și activități

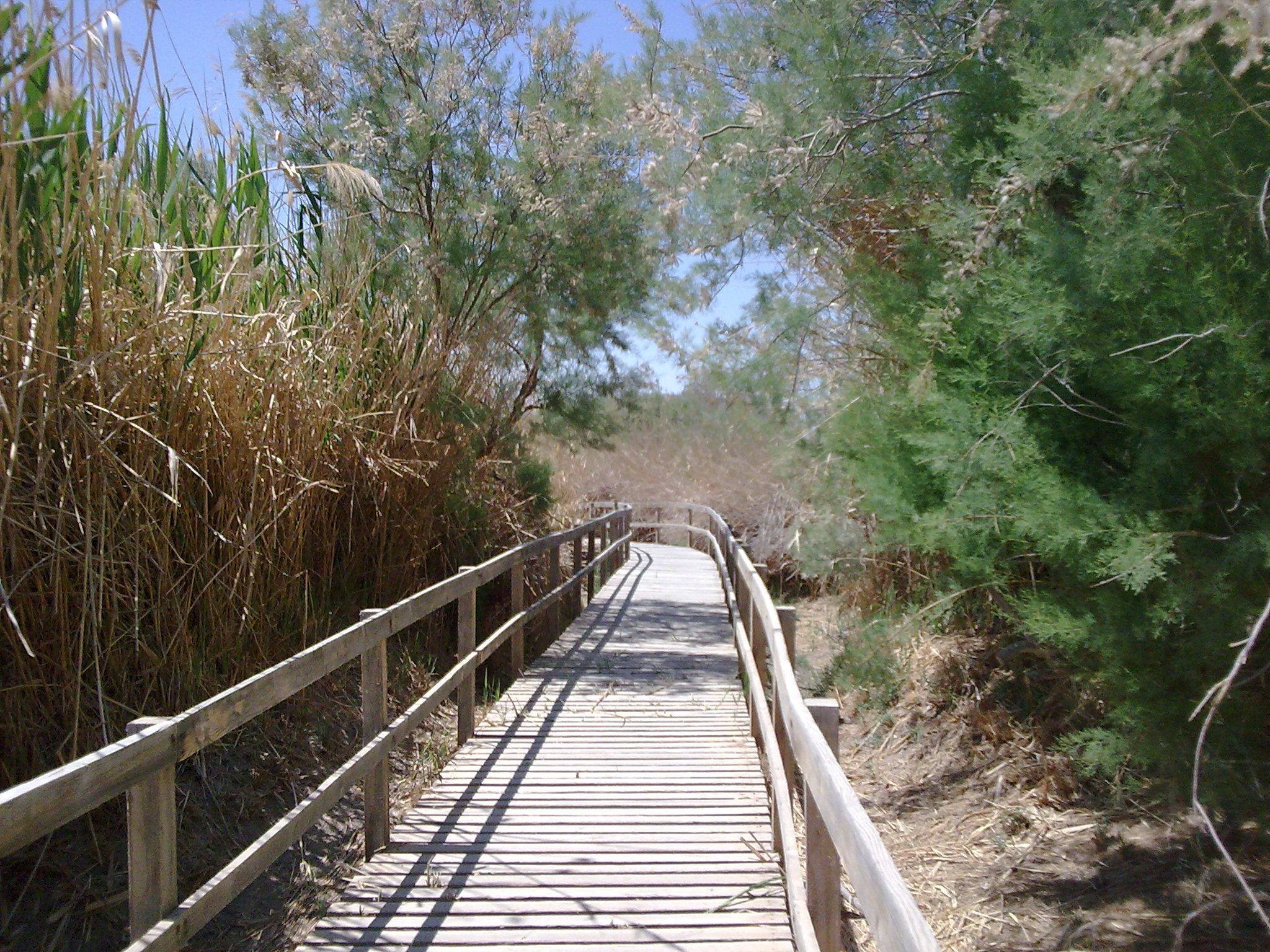
Traseu prin mlaştină la Azraq.

Traseul prin mlaștină este o platformă ridicată care trece prin rezervație, care este de aproximativ 1,5 kilometri (0,93 mi). Tronsoane ale traseului sunt pe un teren care trece prin stuf. La jumătatea traseului se află ascunzișul „pasăre rustică”, cu vedere la una dintre lagunele rezervației, care este folosit pentru observarea păsărilor.

## Faună sălbatică
Păsările migratoare provin din Anatolia, Scandinavia, Siberia și Africa, oprindu-se în Azraq în timpul călătoriei lungi. Restaurarea parțială a zonelor umede de către SRCN a dus la întoarcerea mai multor specii migratoare, cum ar fi ciocârlia, cinteza de deșert,și cinteza de mlaștină.  Printre cele 280 de specii migratoare înregistrate în Azraq se numără Bătăușul, avoceta, calidris minuta, și charadrius dubius. În plus, mai multe păsări de pradă se opresc în Azraq, cum ar fi viesparul și eretele sur.

### Fauna preistorică
Din cele mai vechi timpuri, Azraq, din punct de vedere ecologic, a fost o continuare a Africii. În această perioadă de timp, multe animale adesea caracterizate ca africane au trăit în Azraq. Printre aceste specii s-au numărat măgarul sălbatic sirian, cămila sălbatică, rinocerul, hipopotamul, elefantul asiatic, gazela, bourul, ghepardul asiatic, struțul sirian, leul asiatic și oryxul arab. Toate aceste animale, cu excepția gazelei, sunt acum dispărute în Azraq, și în Iordania deopotrivă.